# Честербрук (Пенсилванија)
Честербрук (енгл. Chesterbrook) насељено је место без административног статуса у америчкој савезној држави Пенсилванија.

## Демографија
По попису из 2010. године број становника је 4.589, што је 36 (-0,8%) становника мање него 2000. године.
| Група             | 2000.         | 2010.         |
| Белци             | 4.093 (88,5%) | 3.537 (77,1%) |
| Афроамериканци    | 85 (1,8%)     | 165 (3,6%)    |
| Азијати           | 327 (7,1%)    | 719 (15,7%)   |
| Хиспаноамериканци | 94 (2,0%)     | 112 (2,4%)    |
| Укупно            | 4.625         | 4.589         |